# Asplenium lorentzii
Asplenium lorentzii là một loài thực vật có mạch trong họ Aspleniaceae. Loài này được Hieron. miêu tả khoa học đầu tiên năm 1896.